# Soviet Strike
Soviet Strike — видеоигра в жанре shoot 'em up, разработанная и изданная компанией Electronic Arts для игровых приставок PlayStation и Sega Saturn в 1996 году. 11 ноября 2009 года в Японии и 14 сентября 2010 года в Северной Америке Soviet Strike была выпущена для консолей PlayStation 3 и PlayStation Portable в сервисе PlayStation Network, а 28 августа 2012 года — для PlayStation Vita в Японии. Это четвёртая игра серии Strike и первая из серии, выпущенная для 32-битных игровых систем.
В 1997 году вышло продолжение — Nuclear Strike.

## Игровой процесс
В Soviet Strike, как и в предыдущих частях серии, игрок управляет вертолётом, игра представляет собой shoot 'em up. Игровой процесс схож с предыдущими частями серии, однако в Soviet Strike используется трёхмерная графика, а не изометрическая, как ранее. Вертолёт игрока имеет вооружение (в версии для PlayStation — три вида оружия, для Saturn — пять). У вертолёта ограничены топливо, броня и вооружение, которое можно пополнять сбором определённых предметов на уровнях. Действие игры происходит после распада Советского Союза, и охватывает территории России, Восточной Европы и Каспийского моря.
В игре присутствует пять больших уровней, каждый из которых разделён на несколько миссий. Задания включают в себя уничтожение вражеской силы противника, спасение военнопленных и так далее. Искусственный интеллект врагов проработан в сторону большего реализма и сложности: они могут отслеживать местоположение игрока с помощью радара и укреплять свои позиции. Как следствие, иногда игроку нужно уничтожить радар. В случае проигрыша вражеских войск, они будут отступать. Уровни имеют определённую структуру, однако игрок волен свободно перемещаться на поле боя для атаки врагов по желанию.

## Сюжет

### Персонажи
Игрок является пилотом вертолета в «STRIKE», специальные тайные операции силы американских военных, предназначенных для упреждающих действий, чтобы предотвратить «войны, которые никогда не случаются». Командир забастовки-генерал Эрл. Главный «STRIKE» — персонал включает в себя эксперта по электронике Хака и агента Андреа Грей, чья работа на обложке-репортер новостей. Другие главные герои-актив «strike» Ник Арнольд, Партизанский Боец Амад и бывший пилот Советской Армии Иван Уралия. Антагонистами игры являются член бывшего КГБ председатель Ури «Shadowman» Вацизнов, диктатор Иреки Садисса Савак, и опальный советский ученый доктор Грымыенко из Украины.
Серия озвучек под названием STRIKE files очерчивает происхождение STRIKE. В одном из таких файлов есть «Царь безопасности», подробно описывающий мандат организации президенту США Биллу Клинтону после его инаугурации в январе 1993 года. Клинтон не знает, что забастовка предотвратила гражданскую войну в Мексике в 1982 году, которая могла бы превратить страну в секретное государство-член Варшавского договора.

### Сюжет
Конец Советского Союза оставляет вакуум власти в Восточной Европе, что бывший председатель КГБ Ури Вацизнов, известный как «Shadowman», готов использовать в своих целях. В первой миссии, которая проходит в Крыму, игрок должен спасти захваченного шпиона по имени Ник Арнольд для получения разведывательной информации о «Shadowman». Второй уровень находится в Азовском море: игрок должен сражаться с войсками Черноморского флота, который готовится к вторжению в Европу. Миссия также предполагает спасение партизанского бойца Амада.
Победа сил «Strike» в Чёрном море приводит их на Кавказ, где Садисса Савак, лидер вымышленного государства Ирек, начинает агрессивные попытки против местных бойцов. В миссии (которая, предположительно, находится к северу от главной боевой зоны, где произошел удар по пустыне), игрок и Амад объединяют силы с ополчением, которым управляют родственники Амада, чтобы остановить войска Иреки от захвата заброшенного Советского завода по производству химического оружия. Группа «Strike», уничтожает Савака (скончавшегося как жертва автокатастрофы), группа отправляется в сильно облученную Трансильванию, чтобы снова спасти Ника, на этот раз от доктора Грименко украинца, который владеет Арсеналом баллистических ракет. Перед игроком также стоит задача убить командира бронетехники теневого игрока, Вилу, который управляет специальным красным туром Т-80, и помощь в уничтожении брошенного ядерного реактора, который теневой человек планирует использовать.
Финальная миссия проходит в Москве. Shadowman «развязывает» приспешников в КГБ, армии и русской мафии в попытке государственного переворота против президента Бориса Ельцина. Игрок должен предотвратить бомбардировку Кремля, прежде чем найти и уничтожить «Shadowman». Игра заканчивается новостями, где ведущая Андреа, называет землетрясение главным виновником разрушения и последующих газовых пожарах.

## Разработка и выход игры
Soviet Strike является продолжением серии игр Strike. Изначально игра разрабатывалась для приставки 3DO под названием 32-bit Strike. Однако, через несколько месяцев после начала создания, разработку пришлось перенести на PlayStation из-за низких продаж 3DO. Для увеличения реализма были проработаны интеллект врагов, трёхмерная графика, озвучивание, внутриигровое видео FMV и топографические спутниковые снимки для создания локаций.
Выход игры состоялся 31 октября 1996 года для приставки PlayStation. Вышедшая 1 ноября того же года версия для Sega Saturn имеет улучшения в графике, звуке, содержит лёгкий уровень сложности и новое оружие. 11 ноября 2009 года в Японии и 14 сентября 2010 года в Северной Америке игра вышла на приставках PlayStation 3 и PlayStation Portable и стала доступна в сервисе PlayStation Network в разделе «PSOne Classics», а 28 августа 2012 года в Японии игра стала также доступной для PlayStation Vita.

## Оценки и мнения
| Сводный рейтинг    | Сводный рейтинг | Сводный рейтинг |
| Издание            | Оценка          | Оценка          |
| Издание            | PS              | Saturn          |
| ------------------ | --------------- | --------------- |
| GameRankings       | 76,30 %         | 95 %            |
| MobyRank           | 77/100          | 88/100          |
| Иноязычные издания |                 |                 |
| Издание            | Оценка          | Оценка          |
| Издание            | PS              | Saturn          |
| AllGame            | [ 7 ]           | [ 8 ]           |
| Edge               | 7/10            |                 |
| EGM                | 8,1/10          |                 |
| GamePro            | [ 6 ]           | [ 6 ]           |
| GameSpot           | 5,5/10          |                 |
| IGN                | 8/10            |                 |

Soviet Strike получила преимущественно положительные отзывы от критиков. На сайте GameRankings средняя оценка составляет 95 % в версии для Saturn и 76,30 % для PlayStation, а на MobyGames — 88/100 для Saturn и 77/100 для PlayStation. Журналисты удостоили похвалы высокое качество графики и внутриигровое видео, но подвергали критике уровень сложности.